# Surhan Gas Chemical
Surhan Gas Chemical Operating Company — узбекистанская компания, управляющая работами по доразведке и разработке крупнейшего месторождения Узбекистана «25 лет независимости» (узб. Мустакилликнинг 25 йиллиги) на условиях Соглашения о разделе продукции (СРП). 

## История
5 апреля 2017 года было подписано Соглашение о разделе продукции в отношении инвестиционного блока «Узбекистон Мустакиллиги» с доразведкой и разработкой месторождения «Мустакилликнинг 25 йиллиги» в Сурхандарьинской области Республики Узбекистан.
В рамках проекта по развитию газового месторождения «25 лет независимости» была создана компания-оператор Surhan Gas Chemical Operating Company, которая приступила к работам по доразведке 26 сентября 2017 года.
25 января 2018 года Surhan Gas Chemical начала работы по строительству оценочной скважины на месторождении «25 Лет Независимости».
Стоимость этого проекта, реализуемого иностранным предприятием «Surhan Gas Chemical Operating Company», составляет 2,9 миллиарда долларов. Комплекс будет иметь мощность по добыче и переработке 5 миллиардов кубометров газа в год.
На данный момент в разработку месторождения инвестировано 1 миллиард 450 миллионов долларов, завершены буровые работы на 20 скважинах. Успешно испытано 11 газовых скважин. Практически завершены фундаментные работы и строительство металлоконструкций.
Проекты и строительство завода осуществляются на основе лицензированных технологий компании «Shell». Он отвечает самым современным экологическим требованиям и способен нейтрализовать 99 процентов вредных отходов производства. Подобное оборудование устанавливается на этом заводе впервые в странах СНГ.
Еще одним важным аспектом является то, что завод сам генерирует электроэнергию и поставляет ее жителям Байсунского района.
Комплекс расположен в 20 километрах от города Байсуна. В настоящее время на его строительстве работают более 7000 человек. Первая очередь будет запущена в мае следующего года и выйдет на полную мощность в 2025 году.

## Деятельность
Компания-оператор газового месторождения «25 лет независимости» Surhan Gas Chemical Operating Company работает по следующим направлениям:
- Разработка месторождения.
- Строительство газоперерабатываещего комплекса.
- Доразведка месторождений Байсунского инвестиционного блока.

Срок реализации проекта на месторождении — 35 лет. На первом этапе будут созданы мощности по добыче и переработке газа. Площадь инвестиционного блока составляет 3 600 кв. км.
В 2019 году были открыты новые запасы на том же месторождении. В октябре 2019 года подписано соглашение с Shell Catalysts & Technologies о передаче технологий по очистке газа.

## Руководство
Инвесторами Surhan Gas выступили компании AltMax Holding Ltd. (Кипр), Gas Project Development Central Asia AG (Швейцария), АК «Узнефтегаздобыча».
Генеральным директором является Игнатов Андрей Юрьевич.